# Michelangelovirus
Het Michelangelovirus is een computervirus dat voor het eerst ontdekt werd in april 1991 in Nieuw-Zeeland.
Het virus was ontworpen om MS-DOS systemen te infecteren en pas op 6 maart, de verjaardag van Renaissanceartiest Michelangelo, geactiveerd te worden.

## Werking
Op 6 maart, als de PC een AT of een PS/2 is, overschrijft het virus de harde schijf met nullen. Het virus neemt een geometrie van 256 cilinders, 4 heads, 17 sectoren per spoor aan.
Op harde schijven verplaatst het virus het originele master boot record naar cilinder 0, head 0, sector 7; op floppy disks, als de schijf een 360 kB schijf is, verplaatst het virus de originele bootsector naar cilinder 0, head 1, sector 3. Op andere schijven verplaatst het virus de originele boot sector naar cilinder 0, head 1, sector 14.
Dit is de laatste directory van de 1,2 MB floppy's, en de voorlaatste directory van de 1,44 MB schijven. De directory bestaat niet op 720 KB schijven.
Hoewel het ontworpen was om MS-DOS systemen te infecteren, kan het virus makkelijk andere besturingssystemen verstoren die sindsdien op het systeem geïnstalleerd zijn want, zoals vele andere virussen, kan het Michelangelovirus het master boot record van de harde schijf daarvan infecteren.

## Oorsprong
Het virus kwam voor het eerst in januari 1992 in het nieuws toen werd ontdekt dat Intels LANSpool-printserver die geïnfecteerd was met het virus verscheept was.
Hoewel er maar een paar honderd machines geïnfecteerd waren, had de resulterende publiciteit "experts" verleid tot de stelling dat er duizenden of zelfs miljoenen computers geïnfecteerd waren met het Michelangelovirus.
Op 6 maart 1992 werden er echter 'maar' 10 000 tot 20 000 gevallen van gegevensverlies gerapporteerd. De media verloren hun interesse, en het virus werd eigenlijk snel vergeten. Ondanks het scenario dat hierboven beschreven wordt, waarin een geïnfecteerde computer jarenlang normaal kan blijven functioneren, waren er in 1997 geen gevallen meer gerapporteerd 'in het wild'.